# アデミール・ダ・ギア
アデミール・ダ・ギア（Ademir da Guia, 1942年4月3日）は、ブラジル出身の元サッカー選手。
SEパルメイラスのレジェンドであり、元サッカーブラジル代表のドミンゴス・ダ・ギアの実子である。代表とは縁がなかった。

## 経歴
1960年に、父のドミンゴスしたクラブであるバングーACでデビューすると、1年後には強豪SEパルメイラスへ移籍し、15年間に渡って在籍した後、引退した。パルメイラスでは、出場数は歴代最多の901試合、得点数は歴代3位の153得点を記録した。

## 代表歴
代表では、1974 FIFAワールドカップに出場した。しかし、当時の代表にはジェルソンやヴィウソン・ピアッザらがいたため、キャリアを通して9試合の出場に終わっている。

## 所属クラブ
- 1960-1961 -  バングーAC
- 1961-1977 -  SEパルメイラス